# Oldenlandia accedens
Oldenlandia accedens är en måreväxtart som först beskrevs av Friedrich Anton Wilhelm Miquel, och fick sitt nu gällande namn av Carl Ernst Otto Kuntze. Oldenlandia accedens ingår i släktet Oldenlandia och familjen måreväxter. Inga underarter finns listade i Catalogue of Life.